# محافظة تيماء
تيماء هي محافظة سعودية تتبع إداريا منطقة تبوك، استوطنها وبناها العرب القدماء من الثموديين والعماليق. تبعد نحو 264 كم إلى الجنوب الشرقي من مدينة تبوك؛ وتبعد 420 كم إلى الشمال الشرقي من المدينة المنورة؛ ونحو 350 كم إلى الجنوب الغربي من منطقة الجوف؛ و150 كم، إلى الشمال الغربي من العُلا. وهي من المناطق الأثرية في المملكة إذ تضم آثار يعود تاريخها إلى أكثر من 85 ألف عام.

## تاريخ تيماء

### تيماء قبل الإسلام
تشير المكتشفات الأثرية السطحية، التي ظهرت في تيماء، إلى أن الحياة، قد بدأت في هذا الموقع منذ العصر الحجري الحديث. والمزيد من الحفريات الأثرية، سيؤكد إذا كان هذا الاستيطان رعوياً أم استقراراً بشرياً بصفة مستمرة. أما في العصر الذي يليه، والمعروف بالعصر البرونزي، فقد عثر على العديد من المكتشفات الأثرية، التي تعود في تاريخها إلى منتصف الألف الثاني قبل الميلاد. وتتمثل هذه المكتشفات في أوانٍ فخارية مزخرفة، تمت دراستها من قبل علماء الآثار، الذين أشاروا إلى أنها تماثل ما عثر عليه في المواقع المؤابية والآدومية، التي تعود في تاريخها إلى أواخر العصر البرونزي وأوائل العصر الحديدي، الذي يمتد من 3300 إلى 1200 قبل الميلاد. وفي هذا العصر، تتضح الرؤية أكثر، وتنتشر معالمه في تيماء.

### تيماء والدولة الآشورية

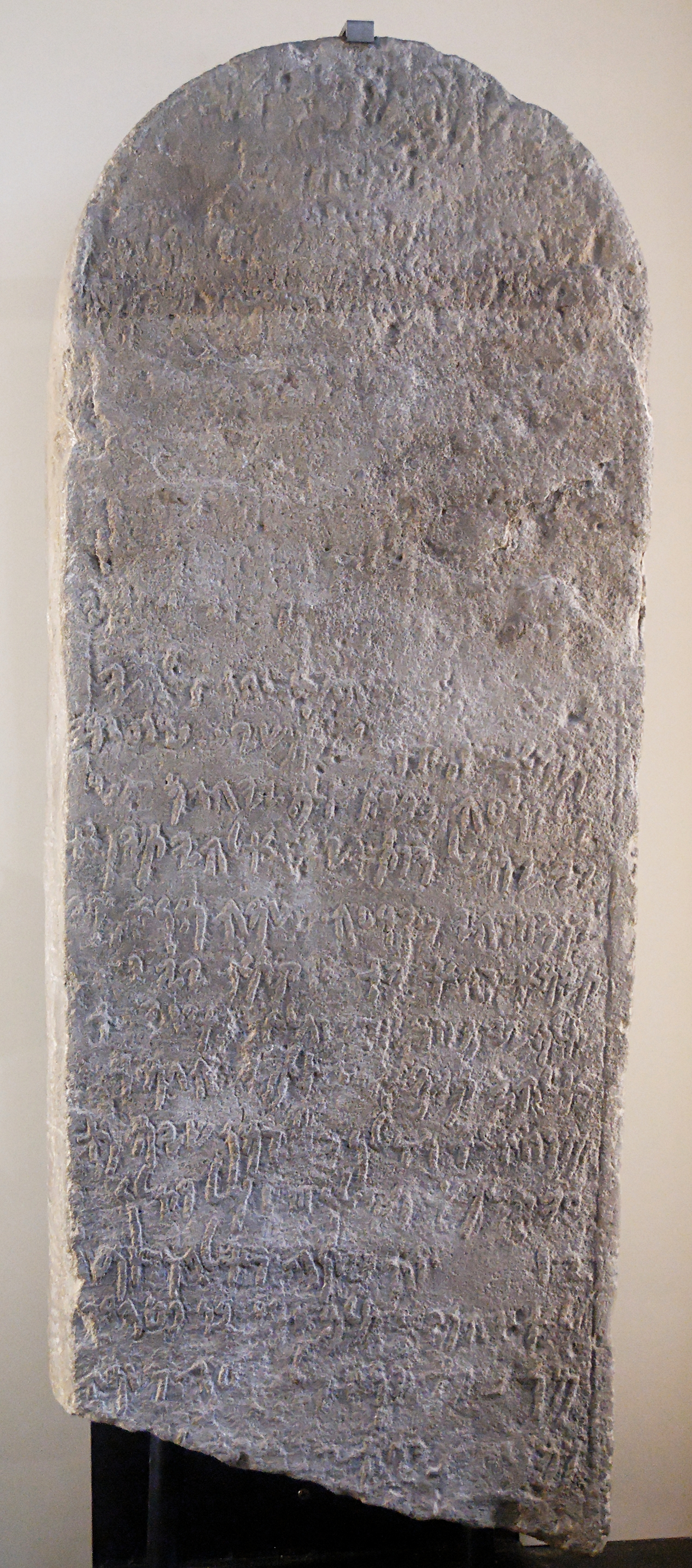
مسلة تيماء الشهيرة باللغة الآرامية

يرجع أول ظهور لتيماء على المسرح السياسي، إلى عهد الملك الآشوري تيجلات بلاسر الثالث (547 ـ 727 ق. م)، الذي ذكر في نصوص، تمجد أعماله، أنه أخذ الجزية من أهالي تيماء. كما ورد ذكر هذه المدينة في عهدي الملكين الآشوريين سرجون الثاني (722 ـ 705 ق. م)، وآشور بانيبال (669 ـ 627 ق. م)، الذين أغارا على عدد من مدن شمال الجزيرة، ومن ضمنها تيماء، في محاولة منهما لضمان السيطرة على الطرق التجارية القديمة.

### تيماء والدولة البابلية
ورد ذكر تيماء في كثير من النصوص المسمارية، التي تعود إلى عهد الملك، البابلي نبونيد (555 ـ 539 ق.م)، الذي احتلها، واستقر بها لمدة عشر سنوات. وانبرى العديد من الباحثين لمعرفة أسباب احتلال هذا الملك لتيماء والاستقرار بها. وظهرت عدة آراء. فمنهم من رأى أن الملك نيوتيد، أراد أن يسيطر على الطريق التجاري، الذي يربط بين ساحل البحر الأبيض المتوسط وشمال غرب الجزيرة العربية وبين العراق. وربما يستبعد هذا الرأي؛ لأنه كان من الممكن أن يسيطر على الطريق، وهو بعيد عنها. أما الرأي الثاني، فيقول إنه كان يريد أن يطعم جيش بدم جديد، يساعده على الاستعداد لمعركة مع الفرس، وإحياء مجد الآشوريين. وهذا الرأي مستبعد، كذلك؛ لأنه عند احتلاله لتيماء، بطش بها، وقتل ملكها، وذبح أهلها، بدل التودد إليهم.
أما الرأي الثالث، فيرى أنه جاء إلى تيماء، فراراً بدينه وتماثيله ومعبوداته؛ وذلك بعد أن ساءت علاقته بكهنة بابل. وهذا الرأي يبدو الأقرب إلى الصواب، خاصة أن هذا الرجل، كان يتمتع بسمات دينية، ويفتخر بأنه جاء من أسرة كهنوتية؛ وجلب معه الكثير من التماثيل والمعبودات.

### تيماء في العصر الإسلامي
تضمنت مؤلفات بعض المؤرخين والكتاب العرب، معلومات يسيرة عن تاريخ تيماء في العصر الإسلامي. ومنهم ابن جرير الطبري، الذي ذكر في مؤلفاته، أن رسول الله بعث خالداً إلى دومة الجندل، فأخذها عنوة، وأخذ ملكها، أكيدر بن عبد الملك أسيراً؛ فدعاه إلى الذمة أو الجزاء. وكذلك فعل بابن غريض. كما ذكر المسعودي، في كتابه «مروج الذهب»، أن أهل تيماء كانوا أعداء لرسول الله؛ ورؤساؤهم، آل السموأل، أحد أوفياء العرب. ولكن، عندما بلغهم ما نزل بأهل وادي القرى، صالحوا رسول الله على أداء الجزية. كما ذكر ابن الحبيب، في كتابه «المحير»، أن رسول الله ولّى إمارة تيماء يزيد بن أبي سفيان.
أما في عهد الخليفة أبي بكر الصديق، فقد ذكر محمد الحميدي، في كتابه «الروض المعطاء» أن الصديق، حين وجّه الجنود إلى الشام، جعل خالد بن سعيد بن العاص ردءاً، بتيماء. وأمره أن لا يفارقها؛ وأن يدعو الجميع إلى الانضمام إليه؛ فاجتمعت إليه جنود كثيرة. بلغ الروم عظم ذلك المعسكر، فضربوا على عرب الضاحية، بالشام. فكتب خالد بن سعيد إلى أبي بكر بذلك. فرد عليه أن أقدم، ولا تحجم. واستنصر الله تعالى فسار إليهم خالد. فما أن قرب منهم، حتى تفرقوا، وأعروا منزلهم، فنزله. فصار في تيماء فيمن كان معه. فسار إليه بطريق من بطارقة الروم، يدعى (ماهان)، فهزمه. وفي عهد عمر بن الخطاب ذكر الحموي، في معجمه، أن الفاروق عندما أجلى اليهود عن جزيرة العرب، أجلى يهود تيماء معهم.
وفي عام 39 هـ، حينما اختلف الخليفة علي ومعاوية ـ رضي الله عنهما ـ جهّز معاوية حملة على تيماء، قوامها ألف وسبعمائة رجل، بقيادة عبد الله بن مسعدة الفزاري. وأمره أن يصدق من مر به من أهل البوادي، وأن يقتل من امتنع. ففعل ذلك. واجتمع إليه بشر كثير من قومه. فلما بلغ ذلك علياً، وجه المسيب بن مسعدة إلى تيماء، فاقتتلوا، حتى زالت الشمس، قتالاً شرساً. فدخل ابن مسعدة وعامة من معه الحصن وهرب الباقون نحو الشام. وذكر حمد الجاسر، في مؤلفاته، حقيقة ما حدث في الفترات اللاحقة، من أن ذكر تيماء قد يرد، كما حدث في زلزال عام 552 هـ. وقد سادها في الفترات اللاحقة نفوذ قبلي. حتى قدم إليها سليمان بن غنيم الفداغي الشمري قادماً من حائل وحفر بئر هداج الذي كان مدفوناً جراء الفيضان الذي غمر المدينة وإليه يرجع جميع فخذ الفداغة بتيماء حيث أنهم من نسله.[بحاجة لمصدر] وفي منتصف سنة 1830 م (1245 هـ)، أصبحت تيماء إمارة خاضعة لابن رشيد. وفي سنة 1864 م (1280 هـ).
وفي سنة 1880 م (1296 هـ)، كان أمير تيماء، هو عبد العزيز الرمان. وفي سنة 1910 م، كان أميرها، هو سعيد، من أهالي حائل، لكن لم يستمر حكمه طويلاً. وخلفه في الإمارة ناصر بن عتيق، حتى عام 1916 م (1335 هـ)، حين انقلب عبد الكريم الرمان على ابن رشيد حيث كان من أتباعه بما يسمى (عامل ابن رشيد) ليستقل إمارة تيماء؛ وذلك بعد قتله لممثل ابن رشيد، ناصر بن عتيق، منهياً بذلك حكم الرشيد لتيماء.
أثناء هذه المرحلة، كانت الجزيرة العربية تمر بمرحلة التوحيد، على يد الملك عبد العزيز بن عبد الرحمن آل سعود. وقد استمر عبد الكريم أميراً على تيماء، حتى الثاني من شهر ذي الحجة 1369 هـ، حينما اغتاله ابن عمه، فارس بن محمد ثويني، وهو يؤدي صلاة الفجر. وعندما تلقى الملك عبد العزيز النبأ، أصدر أمره بإعدام القاتل. ولكن القاتل، كان قد قُتل في اللحظة نفسها، داخل المسجد، على يد برجس الرمان، الذي أشرف على القصر حتى وصول الأمير خالد السديري، الذي تسلّم الإمارة، وأشرف على تهدئة الأحوال في تيماء، ورتب شؤون الحكم فيها؛ حتى بعث الأمير عبد العزيز بن مساعد، أمير حائل، الشيخ عبد الله بن إبراهيم الشنيفي، فتولى الإمارة، في أول عام 1370 هـ حتى عام 1384 هـ. ثم تولى الإمارة الشيخ سليمان بن يوسف الشنيفي، حتى نهاية عام 1390 هـ. ثم تولى الإمارة الشيخ صالح المحمد البليهي، من أوائل عام 1391 هـ حتى 1/7/1402 هـ. بعد ذلك تولّى إمارة تيماء سعود بن عبد العزيز المتعب. وبعده أتى عمار عبد الرحمن الدوسري ثم أتى بعده سلطان بن شخبوط الدوسري كمحافظ لتيماء وحالياً تخضع تيماء لإمارة تبوك.

## الموقع
تقع محافظة تيماء قرب الطرف الشمالي الغربي من بادية نجد، على حافة النفود الكبير الغربية. ولهذا الموقع أهمية جغرافية بالغة، حيث يوجد الكثير من المواقع الأثرية ومراكز التجارة القديمة، على الخطوط الدولية، التي تربط جنوب ووسط الجزيرة العربية بشمالها. أما الموقع الفلكي لمحافظة تيماء، فهو على خط الطول 38 درجة و32 دقيقة شرقاً، ودائرة العرض 27 درجة و38 دقيقة شمالاً.

## المراكز التابعة لها
1. مركز الجهراء، على بعد 100 كم، جنوب تيماء.
2. مركز الكتيب، على بعد 76 كم، شرق تيماء.
3. مركز عردة، على بعد 90 كم، غرب جنوب تيماء.
4. مركز الجبعاوية، على بعد 80 كم، شمال تيماء.
5. مركز الجديد، على بعد 80 كم، جنوب تيماء.
6. مركز مديسيس على بعد 45كم، غرب تيماء
7. مركز العسافية على بعد 90كم، شمال تيماء
8. مركز ابيط على بعد116كم، شمال شرق تيماء
9. مركز الحزم على بعد 150كم، جنوب شرق تيماء

## مظاهر السطح
طبوغرافية مدينة تيماء، تتمثل في واحة منخفضة، مستطيلة الشكل؛ ترتفع من 300 إلى 400 قدم فوق سطح البحر؛ وتمتد من 5 إلى 6 كم، من الغرب إلى الشرق، ونحو 9 كم، من الشمال إلى الجنوب. ويحد الواحة من الشمال تلال الربعة، وهي مرتفعات من صخور الحجر الرملي. وتنحدر نحو منخفض واحة تيماء، وتنتهي إلى التكوينات الصخرية، المسماة بالجرف، والتي تحتضن المنطقة المعروفة بالسبخة، حيث أرض ملحية، تتجمع فيها مياه الأمطار والسيول، التي تصب فيها من جميع الجهات. وهنالك تكوينات الحجر الجيري، الضارب إلى الحمرة، في جهة الشرق والشمال الشرقي من الواحة. كما توجد كهوف صخرية، تعرف بغيران الحمام، من جهة الشرق. أما من الجهة الغربية، فيحدها مرتفعات، تمتد نحو الجنوب، حتى جبل غنيم. وهنالك بعض الصخور الظاهرة حول مدينة تيماء، وهي طبقات رسوبية، يراوح عمرها بين الكمبري والديفوني السفلي. وتتكون أساساً من رواسب فتاتية من حجر الرمل، والطفل، والسلت، والرمل الطفلي، والطفل الرملي. وتنقسم هذه الرواسب الفتاتية إلى تكوينين رئيسيين، من أعلى إلى أسفل كما يلي:

### تكوين تبوك
وهو طبقات من حجر الرمل، وحجر الرمل الطفلي، والطفل الرملي. ويتألف الجزء السفلي من هذا المتكون من الطفل المتورق، ذي اللون الرمادي الغامق، والرمادي الفاتح والأخضر. ويترسب عندها طبيقات دقيقة من الجبس والملح. ويصل سمك هذا الجزء السفلي، في منطقة تيماء، إلى ستين متراً تقريباً. وتختلف نوعية المياه الجوفية المحتواة في هذا التكوين، من طبقة إلى أخرى.

### تكوين الساق
وهو طبقات من حجر الرمل، المختلف الحبيبات. وتقع أسفل تكوين تبوك. وتكوين تبوك هو التكوين الرئيسي، الحامل للمياه الجوفية، في منطقة تيماء.

## المناخ
أهم عامل يؤثر في مناخ تيماء، هو الموقع الفلكي، والموقع الجغرافي.
| البيانات المناخية لـتيماء         | البيانات المناخية لـتيماء | البيانات المناخية لـتيماء | البيانات المناخية لـتيماء | البيانات المناخية لـتيماء | البيانات المناخية لـتيماء | البيانات المناخية لـتيماء | البيانات المناخية لـتيماء | البيانات المناخية لـتيماء | البيانات المناخية لـتيماء | البيانات المناخية لـتيماء | البيانات المناخية لـتيماء | البيانات المناخية لـتيماء | البيانات المناخية لـتيماء |
| الشهر                             | يناير                     | فبراير                    | مارس                      | أبريل                     | مايو                      | يونيو                     | يوليو                     | أغسطس                     | سبتمبر                    | أكتوبر                    | نوفمبر                    | ديسمبر                    | المعدل السنوي             |
| --------------------------------- | ------------------------- | ------------------------- | ------------------------- | ------------------------- | ------------------------- | ------------------------- | ------------------------- | ------------------------- | ------------------------- | ------------------------- | ------------------------- | ------------------------- | ------------------------- |
| متوسط درجة الحرارة الكبرى °م (°ف) | 17.7 (63.9)               | 21.1 (70.0)               | 24.2 (75.6)               | 29.4 (84.9)               | 32.8 (91.0)               | 36.1 (97.0)               | 36.9 (98.4)               | 37.1 (98.8)               | 35.8 (96.4)               | 31.5 (88.7)               | 24.2 (75.6)               | 18.9 (66.0)               | 28.8 (83.9)               |
| متوسط درجة الحرارة الصغرى °م (°ف) | 4.5 (40.1)                | 6.9 (44.4)                | 9.8 (49.6)                | 14.5 (58.1)               | 18.9 (66.0)               | 22.2 (72.0)               | 23.3 (73.9)               | 23.3 (73.9)               | 20.9 (69.6)               | 16.5 (61.7)               | 10.7 (51.3)               | 5.8 (42.4)                | 14.8 (58.6)               |
| الهطول مم (إنش)                   | 9 (0.4)                   | 4 (0.2)                   | 10 (0.4)                  | 9 (0.4)                   | 3 (0.1)                   | 0 (0)                     | 0 (0)                     | 0 (0)                     | 0 (0)                     | 7 (0.3)                   | 16 (0.6)                  | 7 (0.3)                   | 65 (2.6)                  |
| المصدر: Climate data              |                           |                           |                           |                           |                           |                           |                           |                           |                           |                           |                           |                           |                           |

### الموقع الفلكي
تقع مدينة تيماء على خط الطول 38 درجة و32 دقيقة شرقاً، ودائرة العرض 27 درجة و38 دقيقة شمالاً. وهذا يعني أنها تقع في منطقة الضغط المرتفع المداري Subtropical High Pressure System، الذي ينشأ بفعل هبوط الهواء، والذي يعد جزءاً من دورة الهواء في خلية هادلي، حيث يتصاعد في المناطق الاستوائية، ويهبط في المناطق المدارية. ويتمثل تأثير ذلك المرتفع في نشوء حالة استقرار جوي، في أغلب أيام السنة؛ ويصاحب ذلك المرتفع سماء صافية، وانخفاض في الرطوبة النسبية، وجفاف الهواء. وبشكل عام، تمتاز المناطق المدارية، التي تقع تحت تأثير هذا المرتفع، بالحرارة الشديدة، وجفاف الهواء، وندرة السحب، في فصل الصيف؛ وبالبرودة النسبية، وصفاء السماء، وقلة السحب، في فصل الشتاء. والموقع الفلكي لتيماء، يشير إلى أنها تتأثر بإشراق طويل، يمتد إلى أكثر من 15 ساعة، خاصة في فصل الصيف. وهذا يعني وفرة كبيرة في الإشعاع الشمسي، الذي يرفع درجة الحرارة، ويؤدي تبخراً عالياً. كما أن هذا الموقع الفلكي لتيماء، يعني أن الشمس شبه متعامدة عليها، في كثير من أيام الصيف؛ ما يزيد من حرارة الجو.

### الموقع الجغرافي
تقع تيماء في شمال غرب المملكة العربية السعودية، الواقعة، بدورها، في جنوب غرب آسيا؛ فتيماء تقع، إذاً، وسط منطقة شاسعة من اليابس؛ ما يعطي مناخها صفة القارية، التي من أهم خصائصها المدى الحراري، الفصلي واليومي، الكبير؛ وكذلك قلة الرطوبة النسبية، وقلة السحب. وموقع تيماء في جنوب غرب آسيا، يعني أنها تتأثر كثيراً بالرياح التجارية الشمالية الشرقية، التي تمتاز بالجفاف والحرارة، في أيام الصيف؛ والجفاف والبرودة النسبية، في أيام الشتاء.

### مناخ تيماء في فصل الشتاء
يسيطر على تيماء، في أغلب أيام الشتاء، أنظمة ضغط مرتفعة، أهمها: الضغط المرتفع المداري Subtropical High Pressure System، والضغط المرتفع السيبيري، والضغط المرتفع الأزوري. ويتمثل تأثير تلك الأنظمة من الضغط المرتفع، في هبوب الرياح، الشمالية والشمالية الغربية، بشكل عام. وهذه الرياح باردة نسبياً وجافة؛ ما يسبب قلة السحب في هذا الفصل. إلا أنه في بعض الأيام من فصل الشتاء، تضعف أنظمة الضغط المرتفع؛ ما يسمح بعبور منخفضات البحر الأبيض المتوسط الحركية، والتي تتحرك، بشكل عام، من الغرب إلى الشرق. ويصاحب تلك المنخفضات العابرة جبهات هوائية، دافئة وباردة. وإذا تهيأت الظروف الجوية الأخرى، وخاصة الرطوبة النسبية الكافية، فإن تلك المنخفضات الحركية العابرة، يصاحبها سقوط بعض الأمطار. ويبلغ متوسط درجة حرارة شهر يناير (أشد الأشهر برودة)، في منطقة تيماء، 11 درجة مئوية؛ أما الرطوبة النسبية، فمعدلها 60%. ويقدر متوسط الأمطار فيها، في ذلك الشهر، بنحو 20 مم.

### مناخ تيماء في فصل الصيف
تكون الشمس شبه متعامدة على تيماء، في فصل الصيف. ويؤثر في المنطقة، في أول هذا الصيف، الضغط المرتفع المداري، الذي يجلب رياح شمالية جافة، وحارة. وفي منتصف هذا الفصل وآخره، يسيطر على المنطقة أنظمة ضغط منخفض. وهذه الأنظمة، هي أنظمة ضغط منخفض حرارية، غير حركية. وتتمثل في أنظمة الضغط الحرارية المحلية، التي تنشأ، في وسط المملكة، بفعل التسخين الشديد للسطح، وامتداد تأثير منخفض الهند الموسمي الحراري. وينتج من هذه الأنظمة، بشكل عام، ارتفاع ملموس في درجة الحرارة، يصل، في منتصف النهار، في منطقة تيماء، إلى أكثر من 40 درجة مئوية، في كثير من أيام شهري يوليه وأغسطس. وقد ينتج من امتداد منخفض الهند الموسمي، وتحرك محوره إلى جنوب القارة الهندية، حدوث رياح جنوبية حارة، ورطبة نسبياً؛ قد ينتج منها تكون بعض السحب، النادرة المطر. إذاً، أنظمة الضغط السابقة الذكر، والمصاحبة لشبه تعامد الأشعة الشمسية، ينتج منها درجة حرارة عالية، تناهز، في المتوسط، 31 درجة مئوية، في شهر يوليه؛ ورطوبة نسبية منخفضة جداً، تراوح بين 15 و 25%، في أغلب أيام الصيف. أما الأمطار، فمعدلها صفر، تقريباً، في أشهر الصيف.

### مناخ تيماء في الفصول الانتقالية
يقصد بالفصول الانتقالية فصلا الخريف والربيع. فبالنسبة إلى فصل الخريف، والذي يبدأ في 23 سبتمبر، يكون أوله مشابهاً جداً لأيام الصيف السابقة له، تسوده الحرارة العالية، وجفاف الهواء وانحباس الأمطار، إلا في بعض الحالات النادرة. وفي منتصف شهر أكتوبر، يبدأ الجو بالاعتدال النسبي، نتيجة للتراجع الواضح في تأثير المنخفضات الحرارية السابقة الذكر، وبداية هبوب الرياح التجارية الشمالية الشرقية المعتدلة نسبياً؛ لذلك، يقدَّر متوسط درجة الحرارة، في شهر أكتوبر، في منطقة تيماء، بنحو 24 درجة مئوية. كما تسنح الفرصة، في منتصف شهر أكتوبر، في بعض السنين، لمرور بعض المنخفضات الحركية العابرة، والمسماة بمنخفضات البحر الأبيض المتوسط الحركية. وإذا تهيأت الظروف الأخرى، ومن أهمها الرطوبة النسبية الكافية، فإن تلك المنخفضات، تنتج سقوط أمطار، قد تكون غزيرة، فينبت العشب، وتزدهر الأرض؛ وتسمى تلك الأمطار بأمطار الوسمي. أما آخر هذا الفصل، فخصائصه تشابه خصائص فصل الشتاء؛ إذ يزداد تأثير المرتفعات الجوية، التي سبق ذكرها عند الحديث عن فصل الشتاء، وهي المرتفع المداري Subtropical High Pressure System والمرتفع السيبيري والمرتفع الأزوري. لذلك، يكون آخر هذا الفصل جافاً وبارداً نسبياً.
أما بالنسبة إلى الفصل الانتقالي الآخر، وهو فصل الربيع، يبدأ، نظرياً، في 21 مارس، فإن خصائصه، تبدأ في أواخر شهر فبراير وأول شهر مارس؛ فيكون هنالك تراجع ملموس لتأثير المرتفعات الجوية السابقة الذكر، والتي تسيطر على المنطقة في فصل الشتاء. وينتج من تراجع تلك المرتفعات، في كثير من أيام هذا الفصل، امتداد لمنخفض البحر الأحمر، وتكرارية أكثر لعبور منخفضات البحر الأبيض المتوسط الحركية. لذلك، يمتاز هذا الفصل باعتدال واضح في درجة الحرارة، وزيادة في فرصة تكون السحب وهطل الأمطار، خاصة في أول هذا الفصل وأوسطه. لذلك، يناهز متوسط درجة الحرارة، في شهر مارس، 21 درجة مئوية؛ ويقارب متوسط الأمطار، في فصل الربيع، 30 ملم. وفي أيام فصل الربيع، يكون هنالك تبادل واضح لتأثير المرتفعات الجوية والمنخفضات الجوية الحركية؛ لذلك، يعد هذا الفصل من أكثر الفصول تقلباً في حالة الجو؛ فيكون بارداً في أيام قليلية؛ ثم يتحول إلى شبه حار؛ وفجأة، يتحول من جو مستقر إلى جو عاصف ماطر. وينتج التقلب الواضح في حالة الجو، حدوث بعض العواصف الرملية الترابية، خاصة في السنين، التي يسيطر فيها الجفاف، ويقل الغطاء النباتي والرطوبة النسبية للتربة. وخصائص آخر فصل الربيع، تشابه، إلى درجة كبيرة، خصائص أول فصل الصيف؛ إذ تكون الحرارة مرتفعة، والجو جافاً.
يتضح، إذاً، من السرد السابق، أن مناخ تيماء، كمناخ بقية شمال غرب المملكة، يعد قارياً، جافاً، حاراً، في فصل الصيف؛ وبارداً نسبياً، في فصل الشتاء؛ ويميل إلى الاعتدال، في الفصول الانتقالية. ويقدَّر معد الأمطار السنوي بنحو 90 مم، يسقط معظمها في فصلي الشتاء والربيع.

## الزراعة والنبات الطبيعي
يُعَدُّ القطاع الزراعي، وتنمية موارد المياه، من أهم القطاعات الاقتصادية الحديثة في المملكة العربية السعودية، إذ إن أكثر من 30% من القوى العاملة في البلاد، تعمل في الزراعة، أو في أعمال تتعلق بالزراعة. والآبار وقنوات الري، المكتشفة من قديم الزمان، توحي بوجود نظام زراعي قديم. وتيماء تتميز بوفرة المياه، السطحية والجوفية؛ والتربة الخصبة، والمناخ الملائم، المعتدل نسبياً. وقد ذكر المقدسي، في كتابه «أحسن التقاسيم»، أن تيماء مدينة قديمة، واسعة البقعة، كثيرة النخيل، هائلة البساتين، غزيرة المياه. وأضاف أنه يوجد فيها آبار حلوة، وتمور جيدة. كما ذكر البكري، في «معجم ما استعجم»، أن تيماء مدينة قديمة، تقع على شاطئ بحر، طوله فرسخ، وفيها بحيرة يقال لها (العقير)، ونهر يقال له (نهر فيحاء). وهي كثيرة النخيل والتين والعنب. وفي بعض الأودية، حول مدينة تيماء، مثل وادي الأخضر، تنمو الشجيرات وبعض النبات الطبيعي، مثل: السلم والثيوم والمرخ والعرفج والعشر والأثل والطلح.
وتزرع في تيماء محاصيل زراعية متنوعة، من أهمها:
- النخيل: يقدَّر عديدها بنحو ستين ألف نخلة، أشهرها: الحلوة والبرني.
- الأشجار: تناهز المساحة المزروعة بالأشجار ستة عشر ألف دونم. وأهم الأشجار:
- العنب: وأشهره: الطائفي والبصراوي والشامي.
- الرمان: وأشهره: الطائفي والتيمائي.
- التين: الأبيض والأحمر.
- المشمش .
- التفاح.
- البرتقال
- الكمثرى.
- الليمون أبو زهير .
- البرقوق.
- اللوز.
- أشجار أخرى متنوعة، مثل: الكرز والجوافة والزيتون.
- محاصيل أعلاف: نحو 7500 دونم برسيم.
- محاصيل خضراوات: نحو 5 آلاف دونم، تزرع بالبطاطس، والطماطم، والخيار، والكوسا، والقثاء، واللوبياء، والفاصولياء، والفلفل، والباذنجان، والملوخية، والبصل، والفجل، وغيرها من الخضراوات.
- محاصيل حقلية: مثل: القمح، ومن أهم أصنافها: يوكورا ورجو والشعير.

## السكان
بلغ عدد سكان محافظة تيماء (42,164) نسمة حسب تعداد السعودية 2022، عدد السعوديين (31,752)، وعدد غير السعوديين (10,413) نسمة.
بلغ عدد السكان 60 الف نسمة في إحصائية عام 2013. وتشرف إمارة تيماء على عدد من القرى التابعة لها مثل القليبة والجهراء والجديد والحزم والعسافية وأبيط وعردة وجريش والكتيب والجبعاوية.

## الاكتشافات الأثرية

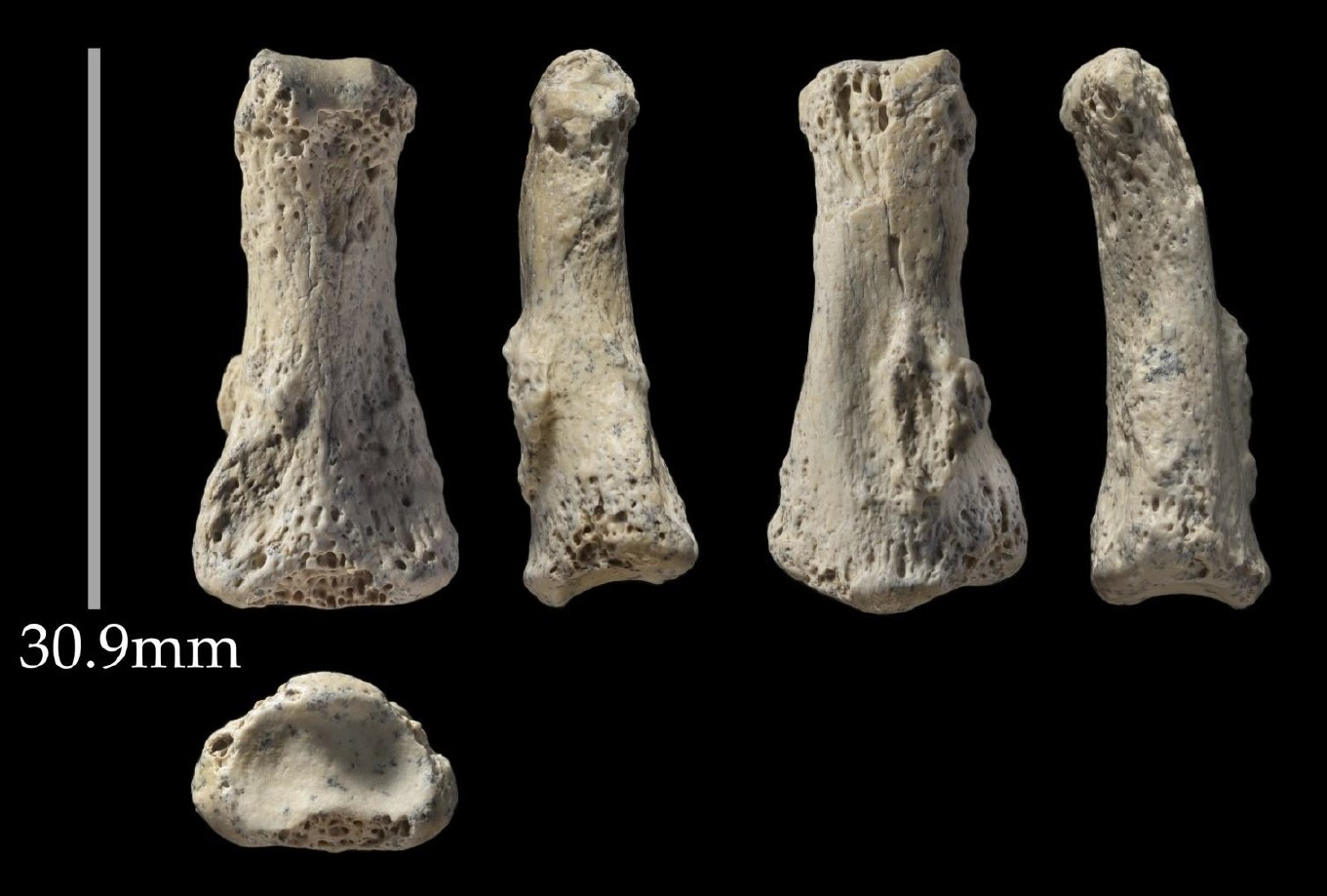
العظمة البشرية المكتشفة في تيماء

أعلنت الهيئة العامة للسياحة والتراث الوطني (سابقا) على لسان رئيسها السابق الأمير سلطان بن سلمان بن عبد العزيز في الأكاديمية الفرنسية للنقوش والفنون الجميلة عام 2016م عن اكتشاف عظم بشري يعود تاريخه إلى 90 ألف سنة ويعد أقدم عظم بشري وجد حتى الآن في المنطقة.

هذا العظم الذي وجد على ضفة بحيرة جافة في منطقة النفوذ بالقرب من محافظة تيماء في منطقة تبوك هو أحد نتائج مشروع علمي تنفذه الهيئة مع جامعة أكسفورد البريطانية وعدد من الجهات العلمية المختصة في المملكة من بينها شركة أرامكو ومدينة الملك عبد العزيز للعلوم والتقنية وهيئة المساحة الجيولوجية وجامعة الملك سعود وجامعة حائل تحت عنوان (مشروع الجزيرة العربية الخضراء)، وهو مشروع سعودي بريطاني للمسح والتنقيب بدأ في عام 2012 بإجراء دراسات أثرية بيئية معمقة للعديد من المواقع الأثرية بالمملكة شملت مواقع البحيرات القديمة في صحراء النفود وصحراء الربع الخالي إلى جانب مواقع أخرى ارتبطت بتواجد الإنسان خلال فترة ما قبل التاريخ، وكان الهدف هو دراسة احتمالات توسع وانحسار أو انقراض المجموعات البشرية والحيوانية، والتقصي عن كيفية ارتباط هذه الأحداث مع تعاقب فترات الرطوبة والجفاف في العصرين البليستوسيني والهولوسيني حتى وقتنا الحاضر وكيفية تكيف تلك المجموعات البشرية والحيوانية مع مجمل هذه التغيرات، ونجح المشروع في وضع تواريخ زمنية متسلسلة لمواقع أثرية وأحفوريه تعود إلى 500,000 سنة قبل الوقت الحاضر. في حين لاتزال هناك مؤشرات ترجح بأن تاريخ هذه المواقع قد يزيد على مليون سنة.

ناب متحجر لفيل الماموث من موقع طعس الغضاة شمال شرق تيماء

وقد قام فريق المشروع بإجراء العديد من أعمال المسح والتنقيب في العديد من المواقع، وتمكن من اكتشاف كميات كبيرة من الأدوات الحجرية تعود للعصر الحجري القديم الأوسط والعصر الحجري الحديث، وحظي موقع طعس الغضاة بالقرب من محافظة تيماء بمنطقة تبوك بموسمين من التنقيبات بالتعاون مع هيئة المساحة الجيولوجية السعودية، وتبين بأن تاريخ استيطان الموقع يعود إلى حوالي  325,000 سنة مضت من الوقت الحاضر، بينما تشير الأبحاث الحالية إلى أن تاريخ الترسبات المتحجرة للبحيرة نفسها قد يعود إلى ما قبل 500,000 سنة. حيث تم العثور على أحفورة «ناب الفيل» ضمن مجموعة كبيرة من الأحافير لحيوانات عديدة كانت تعيش قرب بحيرة قديمة يزيد عمرها على خمسمائة ألف سنة.
ويبلغ طول ناب الفيل الذي عُثر عليه (مترين و25سم)، والأرجح أنه من فصيلة الأفيال الإفريقية، ووجوده في هذه المنطقة كان خلال الفترة المطيرة التي تتزامن مع منتصف عصر البليستوسين، وهي الفترة التي توفرت خلالها النباتات والمياه بكميات وفيرة سمحت لهذه الحيوانات بالعيش، فوجود نوع من الثدييات كالفيل مثلا يدل على وفرة الغذاء، خصوصاً إذا كان هذا الحيوان يستهلك كمية من النباتات يتراوح وزنها بين 130 إلى 150 كجم يومياً، بينما يحتاج إلى ما يقارب 350 لتر ماء يومياً، وقد عاشت هذه الحيوانات في ظل وجود مجموعات بشرية خلال الفترة التي كانت فيها أغلب المناطق الصحراوية خضراء، وهي ما نطلق عليها مرحلة الجزيرة العربية الخضراء التي كشفت الدراسات عن أدلة على وجود مئات البحيرات، والأنهار، والغابات، والكائنات في أنحاء الجزيرة العربية، والتي شأت حولها العديد من الحضارات المتعاقبة، وساعدها في ذلك المناخ المعتدل لشبه الجزيرة العربية في ذلك الوقت.

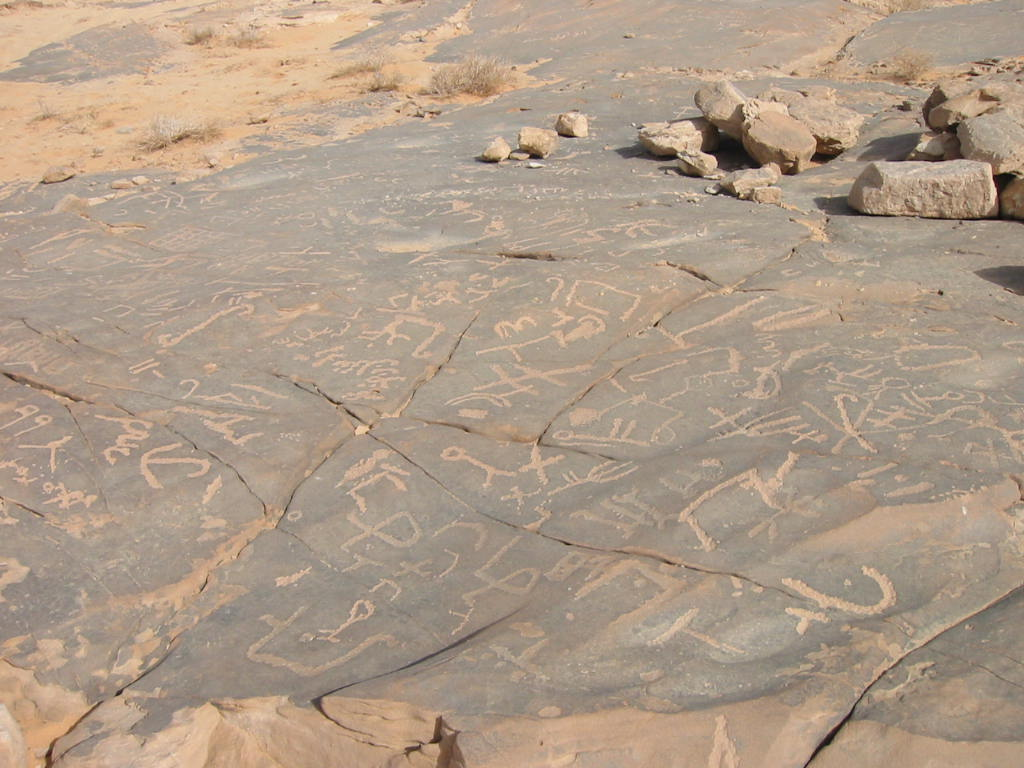
نقوش في موقع محجة

كما أسفرت أعمال التنقيب في هذا الموقع عن العثور على متحجرات لحيوانات مثل الفيل، والمها، والحصان، والثعلب، والفهد، والطائر الغواص والأسماك وكذلك الزواحف، كما عثر في بحيرة أخرى على عظام متحجرة لنوع منقرض من الجواميس الضخمة، ومن المتوقع العثور على المزيد من الأحافير خلال المرحلة القادمة من مشروع المسح الأثري، ويعد اكتشاف كل هذه الحيوانات بما فيها نوع من الأفيال المنقرضة كأحد أبرز الثدييات في صحراء النفود مثالا بارزا على وفرة النباتات وموارد المياه العذبة، خصوصاً وأن هذه الأنواع من الحيوانات تستهلك كميات كبيرة من الغذاء والمياه، ولعل وجود حيوانات كبيرة آكلة للحوم مثل الفهد الأوراسي، يشير إلى أن أعداد الثدييات كانت كافية لجذب الحيوانات المفترسة الباحثة عن الطرائد خلال تجولها عبر صحراء النفود.
كما تم الكشف مؤخرا في تيماء عن أول آثار فرعونية في الجزيرة العربية تعود للقرن الثاني عشر قبل الميلاد، وهو نقش هيروغليفي على صخرة ثابتة بالقرب من واحة  تيماء، يحمل توقيعاً ملكياً (خرطوش مزدوج) للملك رمسيس الثالث أحد ملوك مصر الفرعونية الذي حكم مصر بين (1192 – 1160) قبل الميلاد.

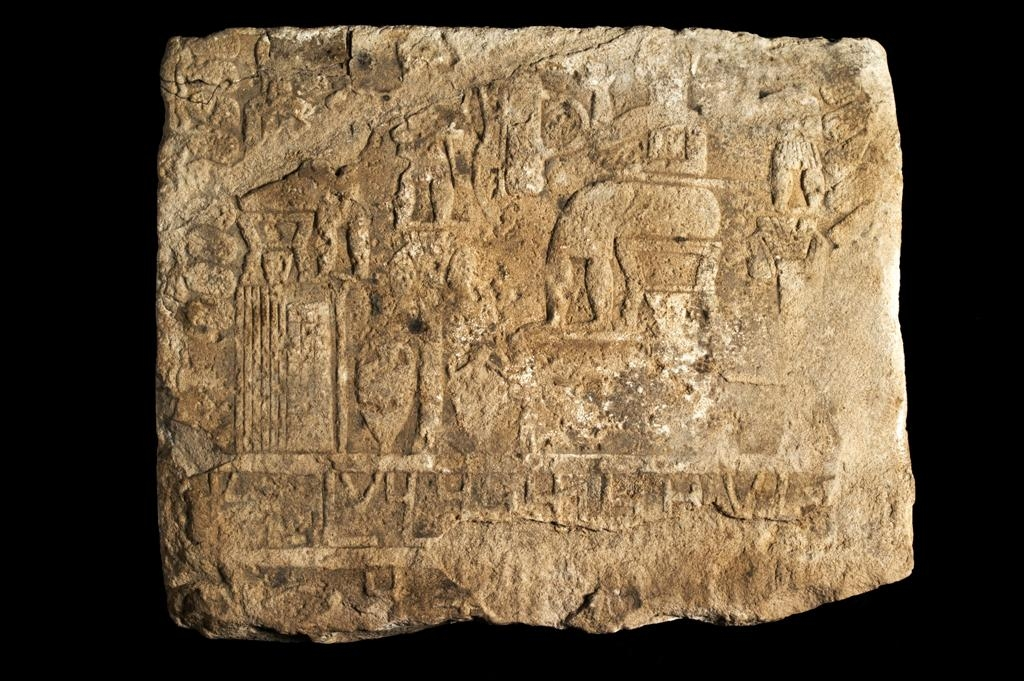
حجر يعود إلى القرن السادس قبل الميلاد من تيماء

وأجرى علماء الآثار السعوديون أجروا بحثاً ميدانياً ومكتبياً توصلوا من خلاله إلى وجود طريق تجاري مباشر يربط وادي النيل بتيماء، وكان يستخدم في عهد الفرعون رمسيس الثالث في القرن الثاني عشر قبل الميلاد، وتسير عليه القوافل المصرية للتزود من تيماء بالبضائع الثمينة التي اشتهرت بها أرض مدين مثل البخور والنحاس والذهب والفضة.
ويربط الطريق وادي النيل بتيماء محدد بتواقيع ملكية (خراطيش) للملك رمسيس الثالث وضعت على مناهل في شبه جزيرة سيناء والجزيرة العربية.
نصب ذات العيون
إحدى القطع الأثرية التي عثر عليها في محافظة تيماء في منطقة تبوك شمال غرب السعودية، وهي عبارة عن حجر تذكاري (شاهد قبر) منحوت عليه وجه بشري يعود للـقرن الخامس قبل الميلاد، ومنقوش عليه عبارة باللغة الآرامية "في ذكرى تيم ابن زيد".

### السور الأثري الكبير

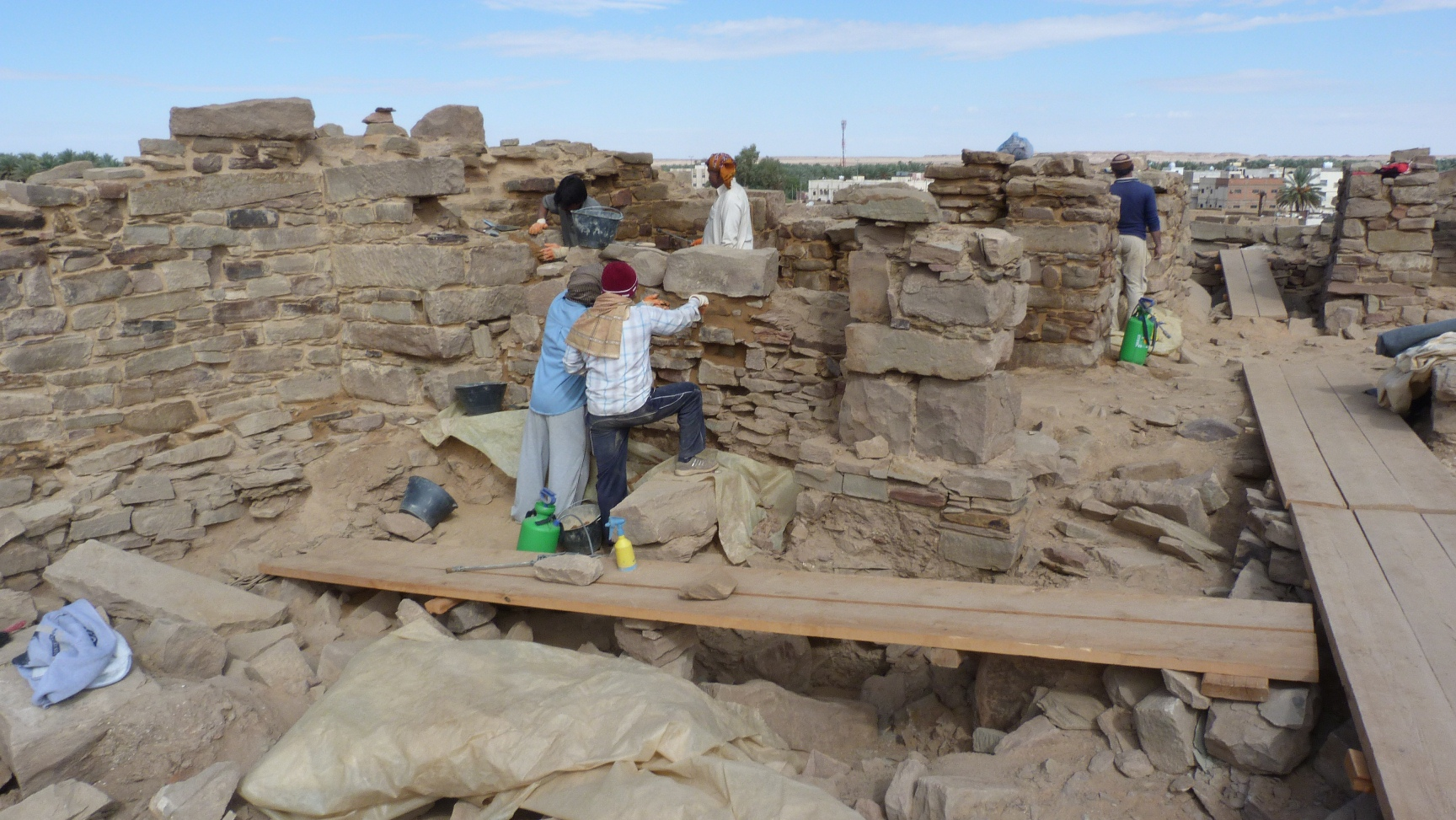
جانب من أعمال التنقيب الأثري وسط تيماء.

يحيط هذا السور بتيماء من ثلاث جهات: الغربية والجنوبية والشرقية. أما الجهة الشمالية، فتشغلها المساحة المسماة (الصبخة): ويرتفع السور نحو عشرة أمتار، في بعض الأجزاء. ولهذا السور أهمية قصوى لمدينة تيماء؛ إذ كان يستخدم كخط دفاعي أولي، في مواجهة الحملات والغزوات، التي تتعرض لها المدينة؛ ما يدل على أهميتها، وأنها كانت مطمعاً للممالك والقبائل المجاورة.

### قصر الحمراء

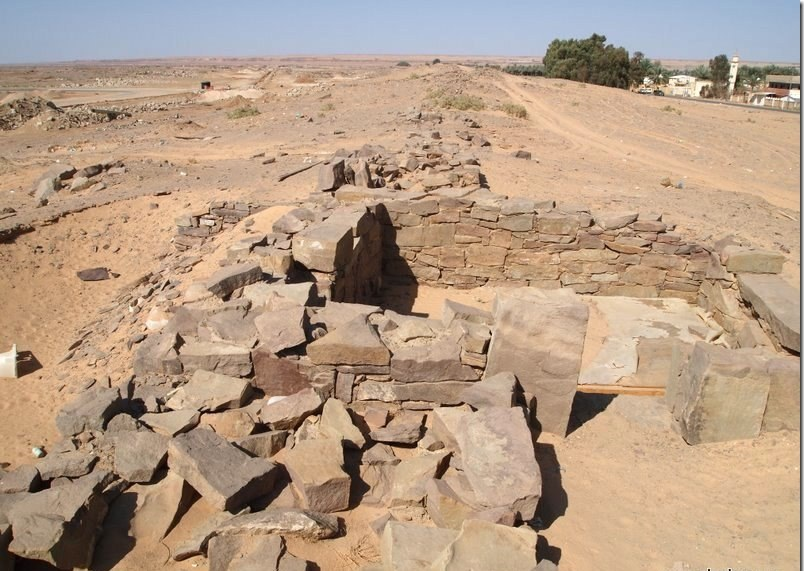
جانب من سور تيماء التاريخي

يقع هذا القصر في الجزء الغربي من تيماء، عند الطرف الشمالي الغربي من سلسلة المرتفعات الطبيعية، التي تمثل امتداداً متصلاً بجزء من أحد أسوارها الفرعية. وقد اكتُشف هذا الموقع في عام 1399 هـ.

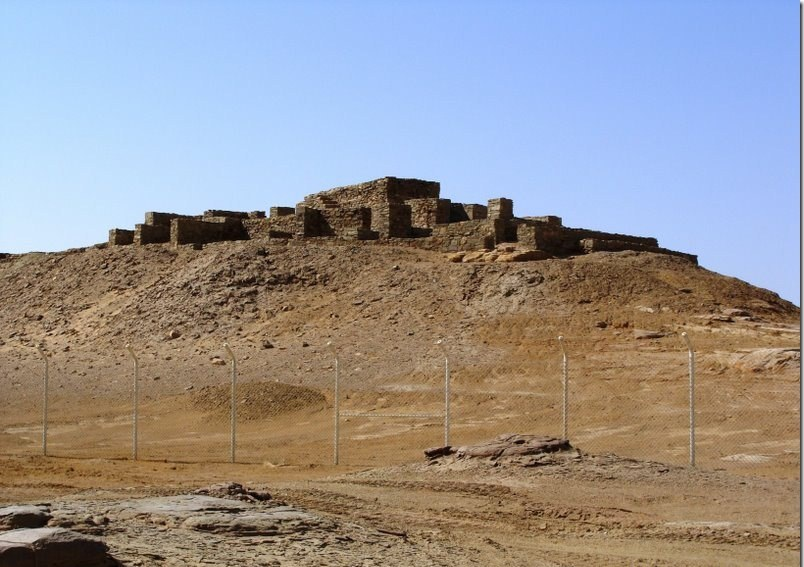
قصر الحمراء في تيماء

### قصر الرضم، وقصر الأبلق
يقع قصر الرضم في الجهة الغربية من تيماء. ويرجع تاريخه إلى العصر الحديدي، أي النصف الأول من الألف الأول قبل الميلاد. أما قصر الأبلق، فيقع في الجزء الجنوبي الغربي من المدينة القديمة. ويحيط به سور كبير، متصل بسور المدينة العظيم. وقد اكتسب هذا الحصن شهرة تاريخية عظيمة، وينسب بناؤه إلى عادياً، الجد الأول للسموأل. وسمي بالأبلق، لأن في بنائه بياضاً وحمرة. وقد بادرت الإدارة العامة للآثار إلى إجراء عدد من الحفريات، فاتضح أن الموقع قد استوطن من أوائل الألف الأول قبل الميلاد، واستمر الاستيطان فيه حتى القرون الميلادية الأولى.

### بئر هداج
درة تيماء الأثرية الشهيرة، ورمزها التراثي القديم، بئر قديمة عظيمة تسكن «قلب» تيماء من أشهر آبار الجزيرة العربية وأغزرها وأعمقها، يبلغ قطرها50 قدماً وعمقها 40 قدماً، ذات شكل دائري غير منتظم، مطوية بالحجارة، ضرب بها المثل بالكرم فوصف الرجل المعطاء ب «هداج تيماء»!؟.. إنها بئر أسطورية تقع في وسط البلدة القديمة داخل إطار دائري من أشجار النخيل الباسقة يعود تاريخ هذه البئر إلى الألف الأول ق.م يعود تاريخ هذه البئر إلى الألف الأول ق.م.

#### تاريخ البئر في العهد السعودي
في العام 1373 زار الملك سعود بن عبد العزيز - - تيماء ضمن زيارته لمنطقة تبوك، فأمر - ي - بتركيب أربع مضخات حديثة على جها البئر الأربع، وذلك حتى يتمكن السكان من أخذ المياه من جوف البئر لاستخدامها في أغراضهم المختلفة، فكانت هذه الخطوة نقطة تحول كبيرة في تاريخ البئر ودعماً لاستمرار قيام هذه البئر، العظيمة بدورها الحضاري الإنساني في المنطقة، ثم تداعت عوامل بشرية وأخرى طبيعية عطلت دوره وكادت تفقده الحياة، فبدأت شمسه بالأفول ومالت للغروب!؟ ورفع يده ملوحاً للوداع.. لكن.. ظهرت يد حانية كريمة أعادت هذه البئر للحياة من جديد.. إنها يد صاحب السمو الملكي الأمير فهد بن سلطان بن عبد العزيز - سلمه الله - الذي رسم البسمة على «ثغر» البئر من جديد وأعاد للبئر عافيتها وذلك من خلال «مشروع الملك سعود لترميم بئر هداج» الذي أمر به سموه وتبناه مالياً ومعنوياً، وهو مشروع كبير على عدة مراحل يهدف إلى إعادة هذه البئر الأثرية إلى وضعها التاريخي التراثي القديم، فأصبحت البئر معلماً حضارياً وعنصر جذب للسياح في المنطقة التي تفخر بوجود أشهر بئر في الجزيرة العربية بعد بئر زمزم فيها.

### بحيرة الوسطى القديمة
هي منطقة تسمى «بحيرة الوسطى القديمة» تقع في منطقة تبوك وتبعد 140 كيلومتراً شرق محافظة تيماء، وبحسب الأبحاث الجيولوجية للأحافير الموجودة في المنطقة كشفت هيئة المساحة الجيولوجية السعودية عن تواجد أقدم بقايا إنسان عاش على أرض المملكة، وتعود إلى 85 ألف عام. تستند هذه الاكتشافات على معلومات جرى استنتاجها من عظمة إصبع عُثر عليها في رواسب بحيرات المياه العذبة القديمة في بحيرة الوسطى القديمة، داخل الكثبان الرملية التي تعود إلى زمن الهولوسين الجيولوجي، وهي تمثل أول دليل مباشر على وجود الإنسان في هذه المنطقة في ذلك الزمن

## رقصات وفنون شعبية
- العرضة: تؤدى في وقت الحروب وهي رقصة الحرب الرسمية لدى سكان تيماء وكذلك تؤدى في المناسبات والأعياد والأفراح.
- السامري: وتؤدى في مناسبات الأفراح.
- الهجيني: وهو الغناء على ظهور الإبل للتسلية ولقطع مسافات الطرق الطويلة
- الدحة: تقام عادة في المناسبات والأعياد والأفراح.

## نهضة شاملة وتطور حضاري
شهدت تيماء في السنوات الأخيرة قفزة حضارية جبارة وقد رعى هذا التقدم الشامل في تيماء صاحب السمو الملكي الأمير فهد بن سلطان أمير منطقة تبوك، الذي أولى تيماء جل اهتمامه وعنايته ورعاها بالمتابعة الدائمة والعمل الدؤوب المستمر فتبدلت أحوالها من حسن إلى أحسن، وركبت البلدة طور التقدم والرقي وخطت خطوات مطردة نحو التقدم والرقى، وهناك عدد من المشروعات التنموية، التي وضع حجر الأساس لها الأمير فهد بن سلطان تصل تكلفتها جميعا إلى أكثر من مليار و77 مليون فقد وضع سموه حجر الأساس لمشروع التوسعة الخامسة لمحطة التوليد لفرع الشركة السعودية للكهرباء بالمحافظة بتكلفة اجمالية قدرها (86 مليون ريال) وهي أكبر توسعة يشهدها قطاع الكهرباء في تيماء، أما في مجال الخدمات البلدية فهناك مشاريع جاري تنفيذها تصل تكلفتها 146 مليون ريال، من ضمنها السفلته والأرصفة ومشروع درء أخطار السيول وتصريف مياه الأمطار وإنشاء أسواق مركزية (للخضار والمواشي) وتطوير المنطقة المركزية والمركز التاريخي الحضاري لهداج. اما في مجال الصحة فهناك مستشفى تيماء العام الذي يتسع لمائة سرير.

## اليهود وتيماء
كان اليهود يتواجدون بتيماء وخيبر ويثرب (المدينة المنورة) وفي اليمن وفي مناطق أخرى متفرقة. وقد ورد اسم تيماء في العهد القديم، في سفر إشعياء، أما يهود تيماء فقبلوا بالجزية دون الدخول في الإسلام ودون قتال، فصالحهم النبي على ذلك.
نتائج حرب اليهود:-
وبمصالحة يهود تيماء كان رسول الله قد أنهى خطر اليهود الذي كان يشغّله وبانتهاء ذلك تحقق ما يلي: ـ
1-أمن الرسول صلى لله عليه وسلم ناحية الشمال بعد أن أمن الجنوب بعد صلح الحديبية.
2-أنصرف الرسول لتنظيم أمور المسلمين.
3- تبليغ الأحكام حسبما كانت تنزل عليه بين الحين والآخر.
4-وسع رسول الله المسجد النبوي فزاد عليه في الدور، وسدّ الأبواب التي كانت شارعة إلى المسدد إلاّ بابه وباب علي بن أبي طالب، فتكلم في ذلك الناس فقام رسول الله فحمد الله وأثنى عليه ثم قال : أما بعد فأني أمرت بسد هذه الأبواب إلاّ باب علي وقال فيه قائلكم. وإني والله ما سددت شيئاً ولا فتحته ولكني أمرت بشيء فأتبعته

## تيماء والشعراء القدماء
لقد ذكرت تيماء في أشهر معلقه لأشهر شاعر جاهلي امرؤ القيس بن حجر الكندي
وله قصه شهيرة عندما اودع ادرعه وسيوفه عند ملك تيماء قديما
وهو الملك السمؤال بن عادياء.. ملك يهودي انذاك
وقد فضل السمؤال ان يقتل ابنه على ان يسلم وديعة امرؤ القيس
وهي الدروع والسيوف
وضرب فيه المثل في الوفاء.. فقيل أوفي من سمؤال حيث كان للسموأل بن عادياء حصن معروف بالأبلق الفرد مشرف على تيماء بين الحجاز والشام على رابية من تراب فيه آثار أبنية من لبن لا تدل على ما يحكى عنها من العظمة والحصانة وهو خراب وإنما قيل له الأبلق لأنه كان في بنائه بياض وحمرة وانّ أوّل من بناه عادياء أبو السموأل اليهودي ولذلك قال السموأل:
«بنى لي عاديا حصنا حصينا
وماء كلما شئت استقيت
رفيعا تزلـق العقبان عـنه
إذا ما نابني ضيم أبيت
وأوصى عاديا قـدما بأن لا
تهدم يا سموأل ما بنيت
وفيت بأدرع الكنـدي إنـي
إذا ما خان أقوام وفيت»
وكان يقال أوفى من السموأل، وذلك أن امر القيس بن حجر الكندي مرّ بالأبلق وهو يريد قيصر يستنجده على قتلة أبيه، وكان معه أدراع مائة، فأودعها السموأل ومضى، فبلغ خبرها ملكا من ملوك غسان، وقيل هو الحارث بن ظالم، ويقال الحارث بن أبي شمر الغساني، فسار نحو الأبلق ليأخذ الأدرع، فتحصن منه السموأل وطلب الملك منه تلك الأدرع، فامتنع من تسليمها، فقبض على ابن له وكان قد خرج للتصيد، وجاء به إلى تحت الحصن.
قال الحارث: إن لم تعطني الأدرع وإلا قتلت ابنك.
فكر السموأل وقال: ما كنت لأخفر ذمتي فاصنع ماشئت
.
فذبحه والسموأل ينظر إليه.
وقيل إن الذي طالبه بالأدرع الحارث بن ظالم، وإنه لما امتنع من تسليم الأدرع إليه ضرب ابنه بسيفه ذي الحيات فقطعه نصفين.
وقيل إنّ ذلك الذي أراد جرير بقوله للفرزدق:
بسيف أبي رغوان سيف مجاشع ضربت ولم تضرب بسيف ابن ظالم
ولم يدفع إليه السموأل الأدرع وانصرف ذلك الملك عند اليأس، فضربت العرب به المثل لوفائه.
وهذا قول يحيى بن سعيد الأموي عن محمد بن السائب الكلبي.
قال الأعشى يذم رجلا من كلب:
بنو الشهر الحرام فلست منهم
ولست من الكرام بني العبيد
ولا من رهط حسان بن قرط
ولا من رهط حارثة بن زيد
قال: وهؤلاء كلهم من كلب.
فقال الكلبي: لا أبا لك أنا والله أشرف من هؤلاء كلهم
فسبه الناس كلهم بهجاء الأعشى إياه ثم أغار الكلبي المهجو على قوم قد بات فيهم الأعشى فأسر منهم نفراً فيهم الأعشى وهو لا يعرفه، ورحل الكلبي حتى نزل بشريح ابن السموأل بن عادياء اليهودي صاحب تيماء، وهو بحصنه الأبلق فمر شريح بالأعشى فناداه الأعشى:
شريـح لا تـتركني بعدما علقت
حـبالك اليـوم بعد القد أظفاري
قد جلت ما بين بانقيا إلى عـدن
وطال في العجم تسياري وتكراري
فكان أكرمهم جـدّاً وأوثقهم عهداً
أبـوك بــعرف غـير إنـكار
كن كالسموأل إذ طاف الهمام به
في جحفل كهزيع الليـل جـرار
بالأبلق الفـرد مـن تيماء منزله
حصن حصين وجـار غير غدار
إذ سامه خـطتي خسف فقال له
قـل ما تشاء فـإني سامع حـار
فقال ثكل وغـدر أنـت بينهما
فاخـتر فـما فيهما حـظ لمختار
فشك غـير طـويل ثم قـال له
اقـتل أسـيرك إني مانـع جاري
فاختار أدراعـه كيلا يسب بـها
ولـم يـكن وعـده فـيها بختار
قال فجاء شريح إلى الكلبي
فقال: هب لي هذا الأسير المضرور.
فقال: هو لك فأطلقه وقال له أقم عندي حتى أكرمك وأحبوك.
فقال الأعشى: من تمام صنيعتك إلي أن تعطيني ناقة ناجية وتخليني الساعة.
فأعطاه ناقة فركبها ومضى من ساعته، وبلغ الكلبي أنّ الذي وهب لشريح هو الأعشى.
فأرسل إلى شريح: ابعث إلي الأسير الذي وهبت لك حتى أحبوه وأعطيه فقال: قد مضى.
فأرسل الكلبي في أثره فلم يلحقه.
وقال الأعشى وهو زعم أن سليمان ابن داود هو الذي بنى الأبلق الفرد بعد أن ذكر الملوك الذين أفناهم الدهر فقال:-
ولا عاديا لم يمنع المـوت ماله
وورد بتيـماء اليهودي أبلق
بـناه سليمـان بن داود حـقبة
له أزج عال وطـي مـوثق
يـوازي كبيدات السماء ودونه
بلاط ودارات وكلس وخندق
له درمك في رأسـه ومشارب
ومسك وريحان وراح تصفق
وحور كأمثال الدمى ومناصف
وقدر وطباخ وصاع وديسق
فذاك ولم يعجز من الموت ربه
ولكن أتاه المـوت لا يـتأبق
وقال السموأل يصف نفسه وحصنه:
لنا جـبل يحتلّـه من نجــيره
منيع يرد الطرف وهو كليل
رسا أصله تحت الثرى وسما به
إلى النجم فرع لا ينال طويل
هو الأبلق الفرد الذي سار ذكره
يعز على من رامـه ويطول
وجاء ذكر تيماء في معلقة امرؤ القيس مالتالي :-
وتَيْمَاءَ لَمْ يَتْرُكْ بِهَا جِذْعَ نَخْلَـةٍ
وَلاَ أُطُمـاً إِلاَّ مَشِيْداً بِجِنْـدَلِ
كَأَنَّ ثَبِيْـراً فِي عَرَانِيْـنِ وَبْلِـهِ
كَبِيْـرُ أُنَاسٍ فِي بِجَـادٍ مُزَمَّـلِ
كَأَنَّ ذُرَى رَأْسِ المُجَيْمِرِ غُـدْوَةً
مِنَ السَّيْلِ وَالأَغثَاءِ فَلْكَةُ مِغْـزَلِ
وأَلْقَى بِصَحْـرَاءِ الغَبيْطِ بَعَاعَـهُ
نُزُوْلَ اليَمَانِي ذِي العِيَابِ المُحَمَّلِ